# ガルノン
ガルノン(Galnon)は、ガラニン受容体GALRの選択的アゴニストである。動物実験では、抗てんかん薬、抗不安薬、食欲減退薬、健忘の効果が見られた。